# Самсоны (Смоленская область)
Самсоны — деревня в Краснинском районе Смоленской области России. Входит в состав Малеевского сельского поселения. Население — 25 жителей (2007 год).
Расположена в западной части области в 23 км к югу от Красного, в 25 км южнее автодороги Р135 (Смоленск — Красный — Гусино), на берегу реки Вешенка. В 41 км северо-западнее деревни расположена железнодорожная станция Гусино на линии Москва — Минск.

## История
В годы Великой Отечественной войны деревня была оккупирована гитлеровскими войсками в июле 1941 года, освобождена в сентябре 1943 года. С 2004 по 2023 годы входило в состав Викторовское сельского поселения, с 2023 в составе Малеевского сельского поселения.

## Известные уроженцы
- Шлапаков, Иван Романович (1909—2001) — один из организаторов и руководителей партизанского движения во время Великой Отечественной войны.